# 江西坡镇
江西坡镇，是中华人民共和国贵州省黔西南布依族苗族自治州普安县下辖的一个乡镇级行政单位。

## 行政区划
江西坡镇下辖以下地区：
江西坡社区、联盟村、高潮村、细寨村和下山村。